# Pozorek (Szewna)
Pozorek – część wsi Szewna w Polsce, położona w województwie świętokrzyskim, w powiecie ostrowieckim, w gminie Bodzechów.
W latach 1975–1998 Pozorek administracyjnie należał do województwa kieleckiego.